# 금태섭
금태섭(琴泰燮, 1967년 9월 29일~)은 대한민국의 법조인 출신 정치인이다. 제20대 국회의원을 지냈다.
2014년에 새정치민주연합에 입당하면서 정치에 입문했다. 2016년에 치러진 제20대 총선에서 더불어민주당의 공천을 받아 서울 강서구 갑 선거구에 출마해 당선되었다. 하지만 당내 노선 차이로 인해 2020년에 더불어민주당을 탈당했다.
2023년에 새로운선택을 창당했으며 제22대 국회의원 선거를 앞두고 개혁신당과 합당했다. 제22대 국회의원 선거에서 서울 종로구 선거구에 출마했으나 3.22%의 득표율로 낙선했다.

## 학력
- 경기국민학교 졸업
- 배재중학교 졸업
- 1986 여의도고등학교 졸업
- 1986~1991 서울대학교 법과대학 학사
- 2000~2001 코넬대학교 대학원 법학 석사
- 2005~2011 서울대학교 대학원 법학 박사과정 수료

## 경력
- 1992: 제34회 사법시험 합격(사법연수원 24기 수료)
- 1995: 서울지방검찰청 동부지청 검사
- 1997: 통영지방검찰청 검사
- 1999: 울산지방검찰청 검사
- 2002: 인천지방검찰청 검사
- 2004: 대검찰청 검찰연구관
- 2006~2007: 서울중앙지방검찰청 검사
- 2007: 금태섭황선기법률사무소 변호사
- 2008: 법무법인 퍼스트 대표변호사
- 2011~2012: 법무법인 지평지성 파트너변호사
- 2013 서강대학교 법학전문대학원 겸임교수
- 2013 법무법인 공존 변호사
- 2013. 12. 새정치추진위원회 대변인
- 2014. 3.~2014. 7. 새정치민주연합 대변인
- 2016. 5. 더불어민주당 정책위원회 부의장
- 2016. 4. 13. 대한민국 제20대 국회의원 선거 당선(서울 강서구 갑, 더불어민주당, 초선)
- 2016. 5.~2020. 5. 제20대 국회의원(서울 강서구 갑, 더불어민주당, 초선)
  - 2016. 6.~2017. 9. 제20대 국회 전반기 법제사법위원회 위원
  - 2016. 6.~2018. 5. 제20대 국회 전반기 여성가족위원회 위원
  - 2016. 7.~2017. 5. 제20대 국회 전반기 예산결산특별위원회 위원
  - 2016. 7.~2017. 7. 제20대 국회 저출산·고령화대책 특별위원회 위원
  - 2016. 7.~2016. 10. 제20대 국회 가습기살균제 사고 진상규명과 피해구제 및 재발방지 대책마련을 위한 국정조사특별위원회 위원
  - 2017. 5.~2017. 9. 제20대 국회 헌법재판소장(김이수) 임명동의에 관한 인사청문특별위원회 위원
  - 2017. 9.~2018. 5. 제20대 국회 전반기 법제사법위원회 간사
  - 2017. 12. 제20대 국회 감사원장(최재형) 임명동의에 관한 인사청문특별위원회 위원
  - 2018. 7.~2019. 5. 제20대 국회 후반기 국회운영위원회 위원
  - 2018. 7.~2020. 5. 제20대 국회 후반기 법제사법위원회 위원
  - 2018. 7. 제20대 국회 대법관(김선수·이동원·노정희) 임명동의에 관한 인사청문특별위원회 위원
  - 2018. 12.~2020. 5. 제20대 국회 공공부문 채용비리 의혹과 관련된 국정조사특별위원회 위원
  - 2019. 1.~2019. 6. 제20대 국회 윤리특별위원회 위원
- 2016. 5.~2020. 5. 더불어민주당 서울특별시당 강서구 갑 지역위원회 위원장
- 2016. 8.~2016. 12. 더불어민주당 대변인
- 2016. 10. 더불어민주당 박근혜·최순실게이트 국민조사위원회 간사
- 2016. 11.~2016. 12. 더불어민주당 탄핵추진실무준비단 간사
- 2016. 12.~2017. 5. 더불어민주당 전략기획위원장
- 2017. 1. 더불어민주당 당헌당규강령정책위원회 간사
- 2017. 4.~2017. 5. 제19대 대통령 선거 더불어민주당 문재인 대통령 후보 국민주권선거대책위원회 전략본부 수석부본부장
- 2017. 6. 더불어민주당 100일 민생상황실 민생신문고팀
- 2017. 8. 더불어민주당 적폐청산위원회 위원
- 2018. 5.~2019. 5. 더불어민주당 원내부대표
- 2019. 1. 더불어민주당 전략기획자문위원회 부위원장
- 2019. 11.~2020. 4. 제21대 국회의원 선거 더불어민주당 총선기획단 위원
- 2020. 5.~2025. 2. 변호사금태섭법률사무소 변호사
- 2020. 10. 더불어민주당 탈당
- 2021. 1.~2021. 2. 2021년 재보궐선거 서울특별시장 무소속 예비후보
- 2021. 3.~2021. 4. 국민의힘 2021년 재보궐선거 서울특별시장 보궐선거 선거대책위원회 공동선대위원장
- 2021. 12.~2022. 1. 제20대 대통령 선거 국민의힘 살리는 선거대책위원회 중앙선거대책위원회 총괄상황본부 전략기획실장
- 2023. 9.~2023. 12. 새로운선택 창당추진위원장
- 2023. 12.~2024. 2. 새로운선택 당대표
- 2024. 2.~2024. 5. 개혁신당 최고위원
- 2025. 2.~ 법무법인 디코드 고문 변호사

## 저서
- 디케의 눈, 2008년. ISBN 9788958201243
- 화, 공저, 2009년. ISBN 9788984313507
- 지식 프라임, 공저, 2009년. ISBN 9788991643611
- 궁금해요! 변호사가 사는 세상, 공저, 2009년. ISBN 9788936458034
- 확신의 함정, 2011년. ISBN 9788984314764
- 이기는 야당을 갖고싶다, 2015년. ISBN 9791156756125

## 금수저 빌라 지분 증여 찬스 관련 논란
금태섭의 아들이 서울 강남 지역 빌라 지분을 4분의 1(7억 3천만원)씩 갖고 있고, 예금도 각각 8억 7천만원씩 소유한 것으로 알려지자 “돌아가신 장인께서 2015년 말 집을 한 채 증여하셨고, 장인 뜻에 따라 가족이 집을 공동소유하게 됐다”며 “증여세를 모두 냈다”고 하면서 "'조국 前 장관 인사청문회 당시 5000만원을 자녀들에게 증여했다'고 제가 공격하는 말이 돌아다닌다."고 알려진 것에 대해 “인사청문회에서 이야기 자체가 안 나왔다. 그건 날조된 뉴스다”라고 했다.

## 역대 선거 결과
|  | 37.24% |

|  | 3.22% |

## 소속 정당
| 소속 정당 | 소속 정당      | 소속 기간 | 비고           |
| --------- | -------------- | --------- | -------------- |
|           | 무소속         | 2012~2014 | 정계 입문      |
|           | 새정치연합     | 2014      | 창당준비위원회 |
|           | 새정치민주연합 | 2014~2015 | 창당           |
|           | 더불어민주당   | 2015~2020 | 당명 변경      |
|           | 무소속         | 2021~2023 | 탈당           |
|           | 새로운선택     | 2023~2024 | 창당           |
|           | 무소속         | 2024      | 탈당           |
|           | 개혁신당       | 2024      | 입당           |
|           | 무소속         | 2024~현재 | 탈당           |

## 가족 관계
- 아버지: 금병훈(琴秉勳, 1939년 3월 27일~2003년 1월 10일) - 판사 출신의 변호사 - 예비역 육군 대위
- 어머니: 김해 김씨 김영자(金榮子, 1942년 4월 8일~) - 김원길(외조부)의 딸.
- 동생: 금호섭
- 배우자: 대구 서씨 서현정(徐賢禎, 생존)
  - 장남: 금중혁(琴重赫, 1994년~)
  - 차남: 금진혁(琴眞赫, 1999년~)

## 같이 보기
- 강서구 갑
- 서울 강서구의 국회의원